# Garaioa
Garaioa (spanisch Garayoa) ist ein Ort und eine Gemeinde im gemischtsprachigen Teil der Autonomen Gemeinschaft Navarra mit 90 Einwohnern (Stand: 2024).

## Lage
Garaioa liegt etwa 50 Kilometer ostnordöstlich von Pamplona nahe der Grenze zwischen Frankreich und Spanien in einer Höhe von ca. 780 m.

## Sehenswürdigkeiten
- Andreaskirche
- Marienkapelle